# Droga wojewódzka 961
Die Droga wojewódzka 961 (DW961) ist eine 7,7 Kilometer lange Droga wojewódzka (Woiwodschaftsstraße) in der Woiwodschaft Kleinpolen in Polen. Die Strecke im Powiat Tatrzański verbindet die Landesstraße DK 47 mit einer weiteren Woiwodschaftsstraße.

## Straßenverlauf
Woiwodschaft Kleinpolen, Powiat Tatrzański
-  Poronin (DK 47)
-  Bukowina Tatrzańska (DW960)